# 磷酸三(2-乙基己基)酯
磷酸三(2-乙基己基)酯（TEHP）是一种磷酸酯，化学式为C24H51O4P，它是无色的粘稠液体，有轻微的刺激性气味，可在尘兔找到。它可由三氯氧磷和2-乙基己醇为原料反应制得。它可以和三氯化钕形成配合物NdCl3·3TEHP。